# Rica y apretadita
Rica y apretadita ist ein Lied, das der panamaische Musiker Edgardo Franco schrieb und im Duett mit der US-amerikanischen Musikerin Anayca aufnahm. Diese Version erschien 1994 als B-Seite der Single Latinos A Ganar. Das Lied wird in einigen Dateien auch unter dem Titel No me trates de engañar (span. für Versuche bloß nicht, mich zu betrügen) geführt.

## Inhalt
Das Lied beschreibt die Anziehungskraft einer attraktiven Frau auf einen Mann, die dieser als „rica y apretadita“ (wörtlich „reich und stramm“) empfindet. Gemeint sind mit diesen Begriffen ihre körperliche Attraktivität und Fitness. Im Liedtext geht es schwerpunktmäßig aber auch darum, dass der Mann eine Affäre zu haben scheint, die der Frau nicht verborgen bleibt. So macht sie ihm Vorhaltungen, dass er mit einer anderen Frau gesehen wurde, was er mit (wenig überzeugenden) Argumenten kontert, dass es sich dabei um ihren eigenen Schatten gehandelt haben müsse oder es eben ihre Kusine oder Schwester gewesen sei. Ferner wirft sie ihm wiederholt vor, dass er sie nur zum „hmm“ (unausgesprochen) bräuchte, worauf er schwerfällig fragt: „Zum was?“

## Coverversionen
Die erfolgreichste Coverversion wurde von den Kumbia All Starz in Zusammenarbeit mit der Sängerin Melissa Jiménez aufgenommen und bei YouTube bereits 40 Millionen Mal angeklickt.